# Marc Bompaire
Pour les articles homonymes, voir Bompaire.
Marc Bompaire est un historien et numismate français né le 30 septembre 1957 à Rennes.

## Parcours
Fils de Jacques Bompaire, Marc Bompaire est archiviste paléographe (promotion 1980) : il a consacré sa thèse de l'École des chartes à L'atelier monétaire royal de Montpellier et la circulation monétaire en bas Languedoc jusqu'au milieu du XVe siècle (travail complété par celui de Bruno Collin). À sa sortie de l'École, il poursuit ses recherches en numismatique et entre au CNRS.
Marc Bompaire est aujourd'hui directeur de recherche au CNRS au centre de recherches « Ernest Babelon », directeur d'études à l'École pratique des hautes études (chaire de Numismatique et économie monétaire de l'Occident médiéval et moderne) et chargé de cours de numismatique à l'École des chartes.
Il est par ailleurs directeur de la Revue numismatique et fut président de la Société française de numismatique.

## Œuvres
- L'économie médiévale, Paris : Armand Colin, 1993, 447 p. (avec Philippe Contamine, S. Lebecq, J.-L. Sarrazin)
- Numismatique médiévale. Monnaies et documents d'origine française, Turnhout : Brepols, 2000 (L'atelier du médiéviste, 7), 687 p. (en coll. avec F. Dumas)
- La circulation monétaire en Languedoc (Xe-XIIIe siècle), thèse à paraître dans les Cahiers Ernest Babelon.
- Collaboration au projet collectif Medieval European Coinage : préparation du volume 5, Medieval France, t. 1 et 2.

Il est également l'auteur de nombreux articles dans des revues scientifiques.